# Holoplatys strzeleckii
Holoplatys strzeleckii är en spindelart som beskrevs av Zabka 1991. Holoplatys strzeleckii ingår i släktet Holoplatys och familjen hoppspindlar. Inga underarter finns listade i Catalogue of Life.